# アナーレン・デア・フィジーク
アナーレン・デア・フィジーク (Annalen der Physik) は世界で最も古い物理学の科学学術雑誌の一つ(1799年創刊)。物理学に関する幅広い分野の査読済み原著論文を掲載している。
この雑誌は1790年から1794年まで発行されたJournal der Physikと、1795年から1797年まで発行されたNeues Journal der Physikの後継雑誌である 。創刊以後、何度か名前を変えて出版されてきた。

## 歴史
元々、アナーレン・デア・フィジークはドイツ語で出版されていた。1950年代から1980年代まではドイツ語と英語の両方で出版された。初めは外国人の著者のみが英語で論文を投稿していたが、1970年代から国際的に広く読まれるようにドイツ語圏の著者も英語で論文を書くことが増え、1990年の東西ドイツ統一後に英語のみで出版されるようになった。
アナーレン・デア・フィジークの重要性は、アインシュタイン「奇跡の年」の論文が掲載された1905年に紛れもなく頂点に達した。1920年代には同じ物理学の学術雑誌Zeitschrift für Physikに地位を奪われた。1933年にナチスが政権を取るとドイツから多くの科学者が国外に移住し、ドイツ語の雑誌は多くの優れた著者を失った。1944～1946年に第二次世界大戦により出版は中断されたが、ソビエト占領下の1947年に再開された。Zeitschrift für Physikは西ドイツに移ったが、アナーレン・デア・フィジークは東ドイツで出版された。その後、東西ドイツ統一の後にJohn Wiley & Sonsの子会社のWiley-VCH Verlag GmbH & Co. KGaAに買収された。

### 編集者
初期の編集長　（括弧内は当時の雑誌名）
- フリードリヒ・グレン (1790–1797) (Journal der Physik 、Neues Journal der Physik)
- ルートヴィヒ・ギルベルト (1799–1824) (Annalen der Physik 、Annalen der Physik und der physikalischen Chemie)
- ヨハン・ポッゲンドルフ（ドイツ語版） (1824–1876) (Annalen der Physik und Chemie)
- グスタフ・ヴィーデマン (1877–1899) (Annalen der Physik und Chemie)
- パウル・ドルーデ (1900–1906) (Annalen der Physik)

編集長が変わるたびに巻番号は1から再開した（連続する番号も存在しており、よく混同される原因となる） 。またこの雑誌はしばしば編集長の名前で引用される。例えばGilberts Annalen、 Poggendorfs Annalen、または短縮してPogg. Ann., Wied. Ann.など。
ドゥルーデの後、この仕事は2人に分担された。
- 実験家の ヴィルヘルム・ヴィーン (1907–1928) 、エドアルド・グリューンアイゼン (1929–1949)
- 理論家の マックス・プランク (1907–1943、1895から共同編集者)

査読は当時まだ一般的ではなかった。アインシュタインはプランクに原稿を送り、プランクにより印刷に回された。

### 著名な掲載論文
- ルドルフ・コールラウシュとその息子のフリードリッヒ・コールラウシュの拡張指数緩和（英語版） (1854)[2][3]
- ハインリヒ・ヘルツの光電効果 (1887)[4]
- マックス・プランクの黒体放射の理論 (1901)[5]
- アインシュタインの毛細管現象 (1901)[6]
- アインシュタインの1905年の光量子仮説[7] 、ブラウン運動[8] 、質量とエネルギーの等価性[9] 、特殊相対性理論[10]
- アインシュタインの量子化されたエネルギー準位による固体の比熱 (1907)[11]
- アインシュタインとオットー・シュテルンの絶対零度付近の分子運動 (1913)[12]
- アインシュタインの一般相対性理論 (1916)[13]